# Cozy Cole
Cozy Cole (East Orange, 1909. október 17. – Columbus, 1981. január 9. vagy 1981. január 29.) amerikai dzsesszdobos. Többek között Cab Calloway-jel és Louis Armstrongdal dolgozott, valamint saját együtteseit is vezette.

## Pályafutása
Cozy Cole első munkaadója Wilbur Sweatman volt 1928-ban. 1930-ban a Jelly Roll Morton's Red Hot Peppersben játszott, és egy komoly dobszólója is volt. 1931-1933-ban Blanche Calloway, 1933-34-ben Benny Carter, 1935-36-ban Willie Bryant, 1936-38-ban Stuff Smith combo-együttesében játszott. 1938-42-ben Cab Calloway mellett volt dobos.
1942-ben a CBS rádió zenei igazgatója, Raymond Scott Cozy Cole-t felvette a hálózati rádió első zenekarába. Louis Armstrong All Stars-jával játszott. 1953-ban Cole Louis Armstronggal és All Stars-szal lépett fel Velma Middletonnal a kilencedik Cavalcade of Jazz koncerten, amelyet a Los Angeles-i Wrigley Fieldben tartottak. Ezen a napon ott szerepelt még Roy Brown és zenekara, Don Tosti, Earl Bostic, Nat King Cole és Shorty Rogers a zenekarával.
Cole-nak voltak slágersikerei, például a „Topsy I” és a „Topsy II”. A „Topsy II” a Billboard Hot 100 3. helyére, az R&B toplista 1. helyére került. Több mint egymillió példányban kelt el, és aranylemezzel jutalmazták. A szám 1958-ban a 29. helyezést érte el a brit kislemezlistán. A felvétel egy hosszú dobszólót tartalmazott, és egyike volt azon kevés dobszóló felvételeknek, amelyek a Billboard magazin slágerlistáira kerültek.
1978-ban a columbusi Capital University tiszteletbeli zeneművészeti doktori fokozatot adományozott Cole-nak.
1981-ben halt meg rákban az ohiói Columbusban.

## Albumok

### Zenekarvezető
- Earl's Backroom and Cozy's Caravan (album Earl Hinesszal, 1958)
- The Drummer Man with the Big Beat (1959)
- Cozy Cole Hits! (1959)
- A Cozy Conception of Carmen (Charlie Parker, 1962)
- Hot and Cozy with Hot Lips Page (1962)
- It's a Cozy World (1964)
- It's a Rocking Thing! (1966)
- Concerto for Cozy (1975)
- Lionel Hampton Presents: Cozy Cole and Marty Napoleon (1977)
- Nice All Stars (1978)

### Zenekari tag
- Red Allen, Al Jazzbo Collins Jazz at the Metropole Cafe (1955)
- Red Allen, Ride, Red, Ride in Hi-Fi (1957)
- Red Allen, At Newport (1957)
- Louis Armstrong, Satchmo On Stage (1957)
- Cab Calloway, Hi De Ho Man (1974)
- Johnny Guarnieri, Tony Mottola, Bob Haggart (1959)
- Lionel Hampton, Who's Who in Jazz Presents: Lionel Hampton (1977)
- Cass Harrison, Wrappin' It Up (1957)
- Earl Hines & Jonah Jones & Buddy Tate, Back On the Street (1972)
- Jonah Jones, Trumpet On Tour (1962)
- Wingy Manone, Wingy Manone Vol. 1 (1969)
- Jimmy McPartland, Zutty Singleton, Miff Mole, Wild Bill Davison Dixieland at Carnegie Hall Forum (1958)
- Jelly Roll Morton, Mr. Jelly Lord (1967)
- Sammy Price, Barrelhouse and Blues (1955)
- Rex Stewart, Rex Stewart and the Ellingtonians (1960)

## Fordítás
Ez a szócikk részben vagy egészben  a   Cozy Cole című angol Wikipédia-szócikk ezen változatának fordításán alapul.  Az eredeti cikk szerkesztőit annak laptörténete sorolja fel. Ez a jelzés csupán a megfogalmazás eredetét és a szerzői jogokat jelzi, nem szolgál a cikkben szereplő információk forrásmegjelöléseként.